# 당곡역
당곡역(Danggok Station, 堂谷驛)은 서울특별시 관악구 봉천동에 있는 서울 경전철 신림선의 역이다. 유실물센터 번호는 070-4855-2227이다.

## 역사
- 2021년 2월 7일: 당곡역으로 역명 결정[2]
- 2022년 5월 28일 : 개통

## 역명 유래
역명은 이 골짜기에 무당이 제당을 짓고 제사를 지낸 데서 마을 이름이 유래되었다.

## 역 구조

### 승강장
승강장은 2면 2선의 상대식 승강장으로, 스크린도어가 설치되어 있다.
| 보라매병원 ↑ |
| \| 상        |
| ↓ 신림       |

| 상 | ● 서울 경전철 신림선 | 보라매 · 대방 · 샛강 방면 |
| 하 | ● 서울 경전철 신림선 | 신림 · 관악산 방면        |

## 역 주변
- 서울당곡초등학교
- 당곡중학교
- 당곡고등학교
- 삼성디지털프라자 신림점
- 롯데백화점 관악점
- 농협 보라매지점
- 롯데하이마트 신림점

## 사진

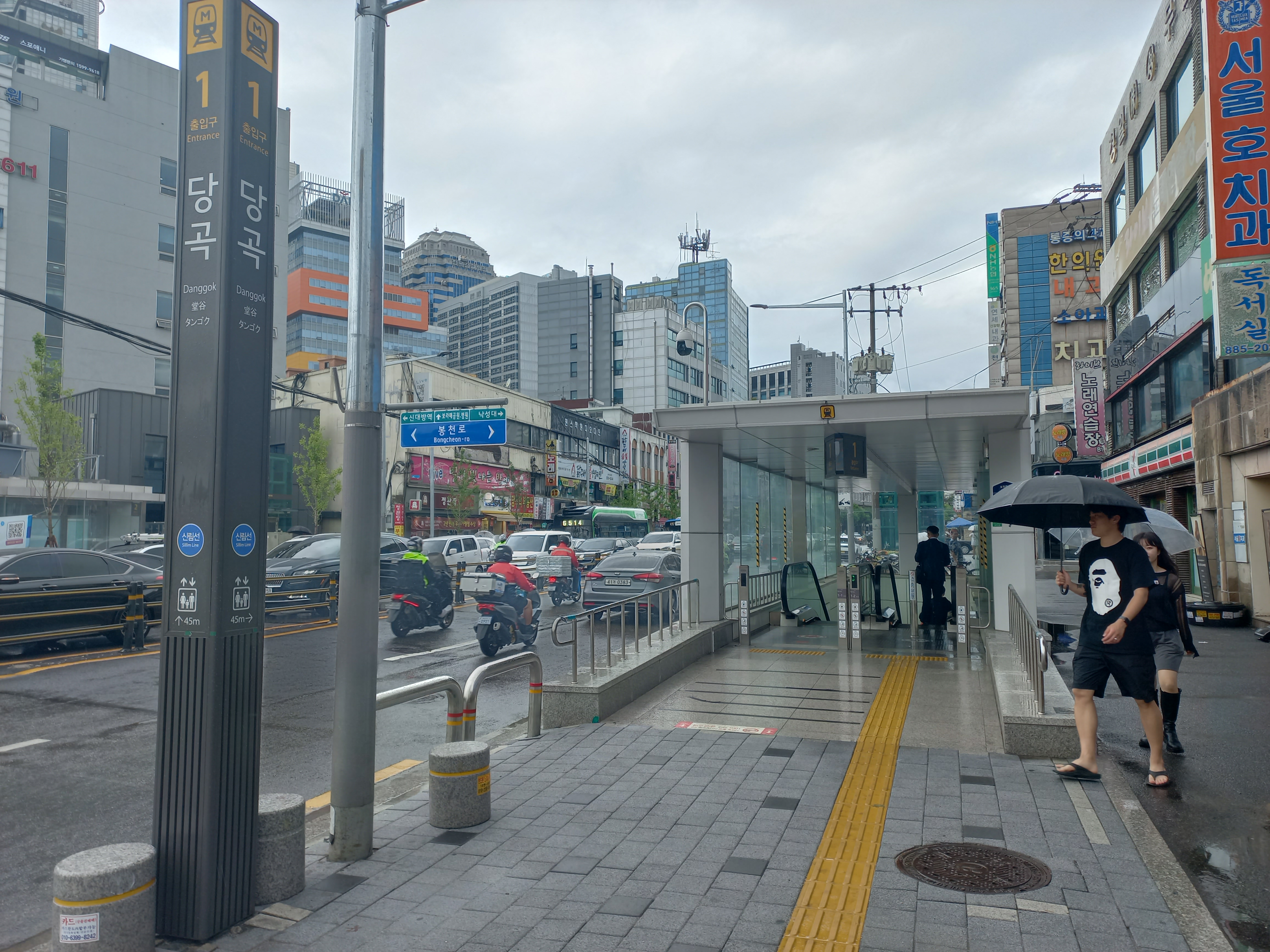
1번출구
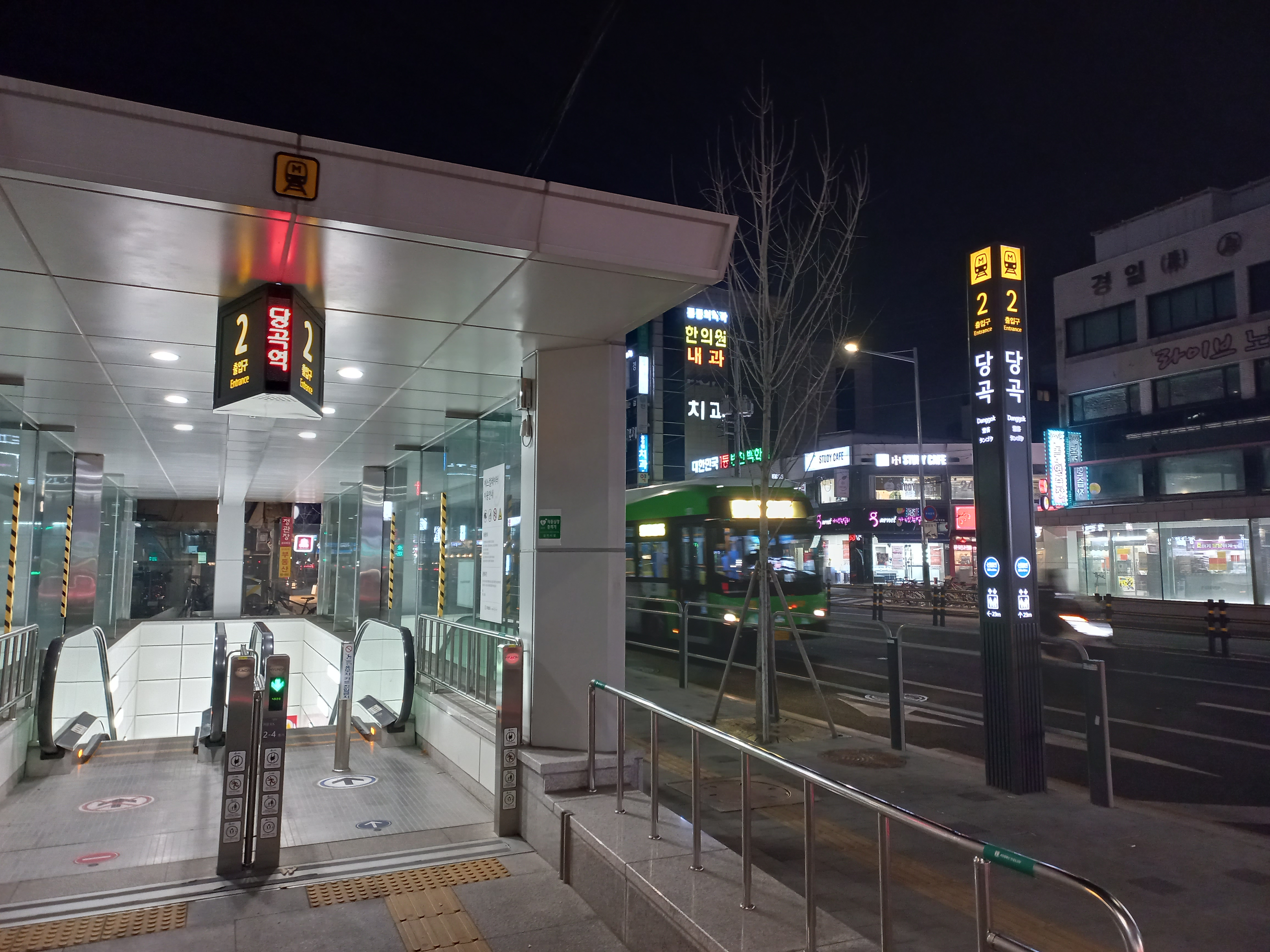
2번출구

## 인접한 역
| 서울 경전철 신림선        | 서울 경전철 신림선   | 서울 경전철 신림선    |
| ------------------------- | -------------------- | --------------------- |
| S406 보라매병원 샛강 방면 | ● 서울 경전철 신림선 | S408 신림 관악산 방면 |